# Die plötzliche Einsamkeit des Konrad Steiner
Die plötzliche Einsamkeit des Konrad Steiner ist ein Schweizer Spielfilm aus dem Jahre 1976 von Kurt Gloor, der hier sein Langfilmdebüt gab. Die Titelrolle übernahm Sigfrit Steiner.

## Handlung
Der Schuster Konrad Steiner verliert völlig unvermittelt seine Ehefrau, als diese an einem Schlaganfall stirbt. Um seine aufkommende Einsamkeit zu bekämpfen, flüchtet der 75-jährige in seine Arbeit. Eines Tages wird ihm mitgeteilt, dass das Haus, in dem er seine Wohnung und die Werkstatt hat, abgerissen werden soll. Damit verliert Steiner seine Existenzgrundlage, und er droht in die Obdachlosigkeit zu fallen. Steiner scheint am Ende, er weigert sich standfest, ins Altersheim zu gehen, wohin man ihn von Amts wegen abschieben möchte.
In diesem Moment scheint sich eine Lösung seines Problems aufzutun. Das Sozialamt wird auf Steiner aufmerksam und schickt die junge Sozialarbeiterin Claudia Hefti, die sich seiner annehmen soll. Die junge Frau ist voller Mitgefühl und gibt dem Alten nach langer Zeit wieder das Gefühl, ein wertvolles Mitglied der Gesellschaft zu sein. Der Greis und die junge Frau beginnen rasch Vertrauen zueinander zu gewinnen. Aus einem dienstlichen Verhältnis entstehen immer mehr Momente behutsamer, rührender Vertrautheit, und Steiner beginnt sich in seine „Retterin“ zu verlieben. Sie gibt ihm die verloren gegangene Kraft zurück, und der Alte kämpft nunmehr energisch gegen seine „Abschiebung“ ins Altenheim. Die Nähe der beiden wird ihnen bald zum Verhängnis: Claudia wird von ihren Vorgesetzten der Fall entzogen.

## Produktionsnotizen
Die plötzliche Einsamkeit des Konrad Steiner wurde erstmals auf der Berlinale 1976 am 25. Juni 1976 präsentiert. Der deutsche Massenstart war am 28. Oktober 1977.
Der in den 1970er Jahren auch in Deutschland sehr populäre Kabarettist und Humorist Emil Steinberger ist kurz in einer Nebenrolle zu sehen.

## Kritiken
In der Programmvorschau des SRF heißt es: „«Der alte Mensch ist ein Kulturgut. Eine Gesellschaft ohne alte Menschen ist wie ein Mensch ohne Gedächtnis.» Dieser Ausspruch von Ermanno Tondi diente Regisseur Kurt Gloor als Motto für seinen ersten Spielfilm «Die plötzliche Einsamkeit des Konrad Steiner». Er verband die Problematik des Alters mit dem Verschwinden des Kleingewerbes in den Städten und verdichtete sie zu einer eindrücklichen, zu Herzen gehenden Filmerzählung. Kurt Gloors Werk, das an die Tradition des alten Schweizer Films anknüpft, wurde vom Schweizer Fernsehen koproduziert. Die Geschichte schrieb er nach ausführlichen Recherchen in Alters- und Pflegeheimen, in Alterssiedlungen und Altersasylen und nach vielen Gesprächen mit alten Menschen. In einem Interview sagte er dazu: «Die Figur des Konrad Steiner ist für mich nicht primär ein Individualist, sondern ein alter Mensch, der nicht bereit ist, die Rolle zu spielen, die von einem alten Menschen erwartet wird, nämlich den Jüngeren Platz zu machen und schön still und zufrieden zu sein.»“
Kay Weniger schrieb in der Biografie von Kurt Gloor: „Dieser Film war ein meisterliches, von großer Sensibilität getragenes Porträt eines alten Mannes – hervorragend dargeboten von Sigfrit Steiner –, der in die Mühlen gefühlskalter Bürokraten gerät und ins Altersheim abgeschoben werden soll.“
Das Lexikon des internationalen Films konstatierte: „In Milieuzeichnung und Darstellung hervorragender Erstlingsspielfilm – eine eindrucksvolle Schilderung des Schicksals alter Menschen, denen die bürokratische Sozialfürsorge zwar materielle Sicherheit, aber kein wirkliches Zuhause geben kann.“